# ردع (علم العقاب)

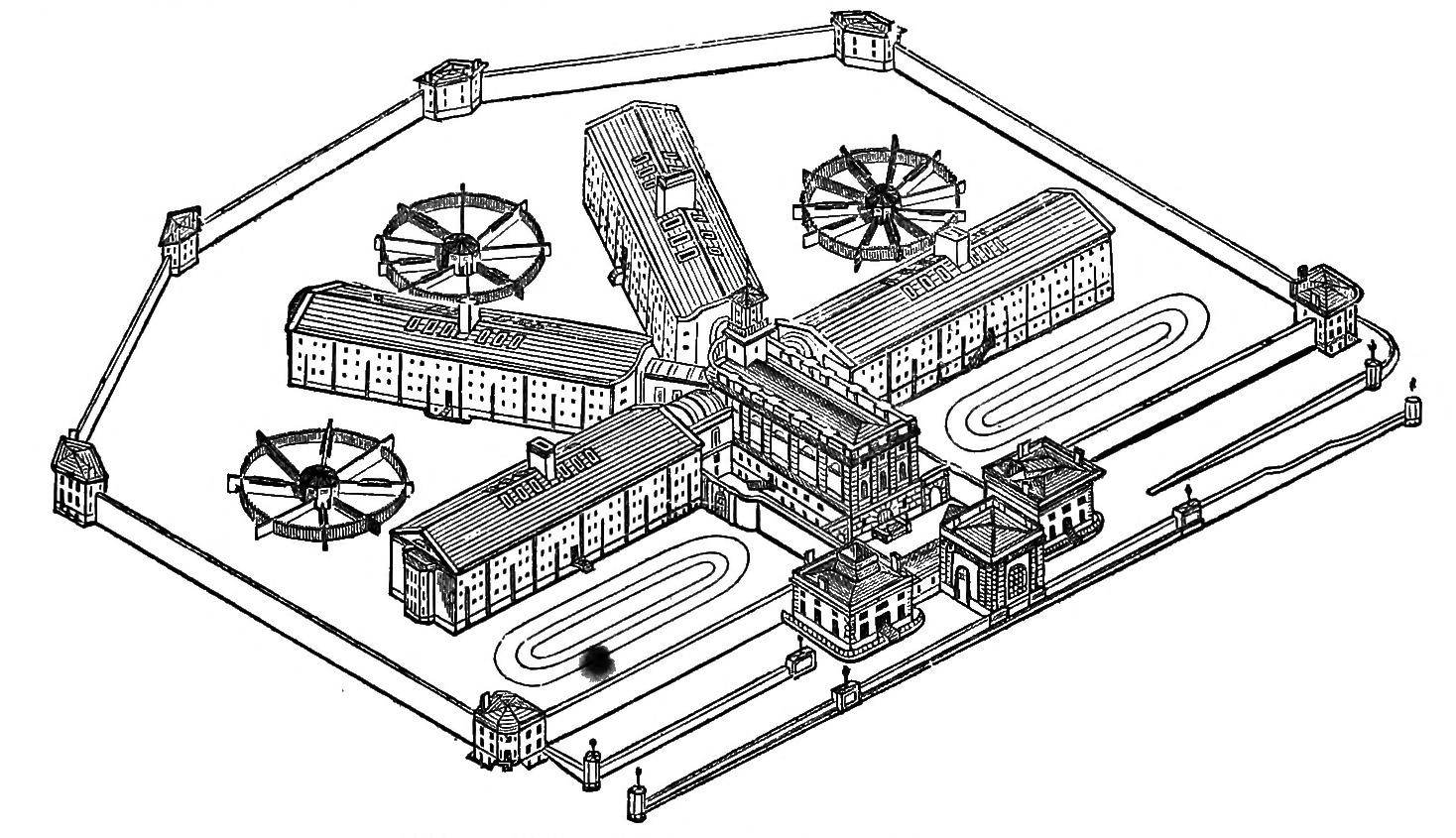

الردع في سياق في علم العقاب والأعمال الإجرامية هو الفكرة أو النظرية التي تعتبر التهديد بالعقاب يردع الأشخاص من ارتكاب الجرائم ويقلل احتمالية و/أو مستوى الجرائم في المجتمع. وهو واحد من خمسة أهداف يُعتقد أن العقوبة تحققها، الأهداف الأربعة الأخرى هي الإدانة، والتحجيم (لحماية المجتمع)، والقصاص، وإعادة التأهيل.
تملك نظرية الردع الإجرامي تطبيقين ممكنين: الأول هو أن فرض العقوبات على الأفراد المجرمين سوف يردع أو يمنع مجرمًا معينًا من ارتكاب جرائم أكثر، والثاني هو التأثير الرادع العمومي عند معرفة الناس أنهم سيُعاقبون على جرائم مؤكدة سوف يمنع الآخرين من ارتكاب الجرائم.
قد يكون للجانبين المختلفين للعقوبة تأثير في الردع. يرتبط الأول بحتمية العقوبة، من خلال زيادة احتمالية الاعتقال والعقوبة، وقد يكون لهذا تأثير رادع. يرتبط الثاني بصرامة العقوبة، أي كيفية تأثير العقوبة الصارمة لجريمة معينة على السلوك في حال توصل مجرم محتمل إلى أن العقوبة صارمة جدًا ولا تستحق خطر القبص عليه.
المبدأ الضمني للردع هو في كونه نفعيًا وتقدميًا. كما الحال في إعادة التأهيل، وُجد الردع لتغيير سلوك في المستقبل بدلًا من التوفير البسيط للقصاص أو العقوبة لسلوك حالي أو سابق.

## أنواعه
هناك هدفان أساسيان لنظرية الردع.
الردع الفردي هو هدف العقوبة لمنع المجرم من الأفعال الإجرامية في المستقبل. يُعتقد أن المجرم عندما يُعاقب فهو يُدرك التوابع البغيضة لأفعاله على نفسه وسوف يغير سلوكه تبعًا لهذا.
الردع العام هو النية في ردع عامة الناس من ارتكاب الجرائم من خلال معاقبة أولئك الذين يرتكبون الجرائم. عندما يُردع مجرم من خلال إرساله إلى السجن على سبيل المثال، تُرسل رسالة واضحة إلى بقية المجتمع بأن هذا النوع من السلوك سوف ينتج استجابة بغيضة من نظام القضاء الجنائي. لا يريد معظم الناس الانتهاء في السجن ولذلك يُردعون عن ارتكاب الجرائم التي قد تودي بهم إلى العقوبة بهذه الطريقة.

## الافتراضات المبطنة
الافتراض الأساسي الكامن وراء نظرية الردع هو موازنة المجرمين بين محاسن ومساوئ مسار فعل معين فيتخذون قرارات عقلانية. إن ما يُعرف باسم نظرية الاختيار العقلاني يفترض ما يلي:
- يستطيع الأشخاص اختيار أفعالهم وسلوكهم بحرية (مقابل إجرامهم المدفوع بعوامل اجتماعية اقتصادية مثل البطالة، والفقر، والتعليم المحدود، والإدمان).

- يستطيع المجرم تقدير احتمالية القبض عليه.

- يعلم المجرم العقوبة التي من المحتمل تلقيها.

- يستطيع المجرم حساب ما إذا كان ألم العقوبة المحتملة أو شدتها يفوقان مكسب الهروب من الجريمة أو فائدته.[3]

من الافتراضات الأخرى المرتبطة بفكرة الردع الحدي: الافتراض الذي يعتمد على الرأي الذي يرى أنه من المستحسن معاقبة الجرائم الأشد بصرامة أكبر من الجرائم الأصغر، وكذلك سلاسل الجرائم بصرامة أكبر من الجريمة المفردة. يكون الافتراض هنا أن الجزاء الأكثر صرامةً سوف يردع المجرمين من ارتكاب أفعال أخطر، وبهذا يكون مكسبًا حديًا.

### الأساس الفلسفي
طوّر فيلسوفان على مذهب النفعية في القرن الثامن عشر، وهما سيزاري بيكاريا وجيرمي بنثام، كلًا من تفسير الجريمة وطريقة تقليلها. ذكر بيكاريا أن المجرم لا يكون خطرًا على الفرد فحسب، بل على المجتمع أيضًا. توسّعت بهذا مسالة العقاب خارج نطاق تعويض الأفراد المظلومين وقصاصهم. يلعب المجتمع دور الضحية، فلا يكون متفرجًا فحسب، وتوسّع ما كان يُنظر إليه على أنه نزاع بين الأفراد إلى القانون الجنائي. أصبح هدف العقوبة حسب النفعيين هو حماية المجتمع من خلال منع الجريمة.

### الأساس الديني
تعود بداية تاريخ العقوبة كردة فعل على الجريمة إلى الأزمنة التوراتية مع مبدأ العين بالعين، على الرغم من تفسير المسيحيين لاحقًا لذلك حرفيًا من خلال التشديد على التعاطف والتسامح بدلًا عن العقوبة، وقد تمادى حتى درجة «إدارة الخد الآخر».
على الرغم من اعتناق معظم الشعوب الغربية لبعض إصدارات القيم اليهودية المسيحية، أظهرت العصور الوسطى في أوروبا القليل من القيود الموضوعة من قبل التقاليد الدينية. وعلى العكس، تم تجاوز مستوى العنف بين شعوب العصور الوسطى من خلال القوة المطبقة من قبل الدول الناشئة فقط في محاولتهم للحفاظ على السلطة وقمعها. كان الإقرار بالذنب عند الجاني أهم من طبيعة المجرم. عندما كان يُعلن عن الذنب، لم يكن السؤال كثيرًا عما إذا كان يجب إجراء الإعدام، بل عن مدى مأساويته. لم يكن هنالك الكثير من العقوبات غير المنفى والإعدام.
في نظام الحد الإسلامي ، المطبق قبل 1400 سنة، كانت عقوبة المجرمين عامة وهدفت إلى الردع الاجتماعي العام.

## العيوب الجلية

### الافتقار إلى العقلانية

#### تأثير الكحول والمخدرات
فكرة أن البشر كائنات عاقلة تفكر في نتائج سلوكها قبل أن تقرر ارتكاب جريمة هو إشكال حقيقي. على الرغم من أن مستوى العقلانية هذا يمكن أن ينطبق على بعض المتعلمين، مجرمي الياقات البيضاء، فإن معظم أولئك الذين ينتهون في السجن لا تنطبق عليهم المواصفات. ففي الولايات المتحدة، وجدت دراسة أن نصف مسجوني الولاية كلها على الأقل كانوا تحت تاثير الكحول والمخدرات أثناء جنايتهم. وبكل الأحوال، وجد المجلس الوطني لإدمان الكحول والمخدرات أن 80% من كل الجنايات تُرتكب تحت تأثير الكحول والمخدرات ونصف أولئك المسجونين مدمنون سريريًا. وبذلك، تُرتكب معظم الجرائم من قبل جناة يعانون من إعاقات شديدة في الموازنة بين محاسن وسيئات سلوكهم بطريقة عقلانية.

#### تأثير اضطرابات الصحة العقلية
تظهر الأبحاث أن نسبةً كبيرة من المسجونين لديهم اضطرابات في الشخصية أو اضطرابات الصحة الذهنية الأخرى مع تأثر قدرتهم على اتخاذ قرارات عقلانية. وجدت دراسة في مجلة الطب النفسي لانست في عام 2016 أن «المسجونين يملكون معدلات عالية من الاضطرابات النفسية....على الرغم من الحاجة العالية، تفتقر هذه الاضطرابات عادة إلى التشخيص وتُعالج بشكل سيئ». في عام 2002، وجدت مراجعة منهجية لـ62 دراسة مختلفة من 12 دولة مختلفة نُشرت في ذا لانست أن 65% من الرجال المسجونين و42% من النساء يعانون من اضطرابات في الشخصية. تملك الاضطرابات الذهنية واضطرابات الشخصية تأثيرًا واضحًا في قدرة الأفراد على اتخاذ قرارات عقلانية حول سلوكهم الإجرامي.

#### تأثير إصابة الدماغ
يعاني الكثير من السجناء من إصابات الرأس، والتي يمكن أن تؤدي إلى فقدان السيطرة على النفس وضعف الإدراك. وجدت دراسة في عام 2002 أن أكثر من 60% من السجناء تعرضوا لإصابة مهمة في الرأس. كان البالغون مع إصابة رضية في الرأس يُرسلون في البداية إلى السجن عندما كانوا صغارًا جدًا وذُكرت معدلات عاليةٌ لجنايات متكررة. تقلل إصابة الرأس أيضًا من قدرة الفرد على اتخاذ قرارات عقلانية، وكذلك في متلازمة الجنين الكحولي، إذ تؤدي إلى إعاقة عصبية في الدماغ. وجدت الأبحاث أنها تسبب «صعوبات في التعلم، واندفاعًا، وفرط نشاط، وحماقة اجتماعية، ومحاكمة سيئة، ويمكن أن تزيد قابلية كونهم ضحايا ومتورطين في النظام القضائي الجنائي». في الحقيقة، يكون الشباب المصابون بمتلازمة الجنين الكحولين معرضين للسجن 19 مرة أكثر مقارنة بأولئك غير المصابين في سنٍّ معينٍ بسبب ضعفهم في اتخاذ القدرات.